# Cyrtinus sandersoni
Cyrtinus sandersoni är en skalbaggsart som beskrevs av Henry Fuller Howden 1959. Cyrtinus sandersoni ingår i släktet Cyrtinus och familjen långhorningar. Inga underarter finns listade i Catalogue of Life.